# Yasuaki Mitsumori
Yasuaki Mitsumori (em japonês:  三森 泰明; Tóquio, 23 de novembro de 1946) é um ex-jogador de voleibol do Japão que competiu nos Jogos Olímpicos de 1968.
Em 1968, ele fez parte da equipe japonesa que conquistou a medalha de prata no torneio olímpico, no qual jogou em todas as nove partidas.